# Transparentní intenzionální logika
Transparentní intenzionální logika (TIL) je logika, která měla některé rysy společné s logikou, kterou formuloval v sedmdesátých letech 20. století americký logik Richard Montague, ale v některých důležitých ohledech ji překročila.
TIL byla vytvořena českým logikem Pavlem Tichým, který jí dal první systematickou podobu v knize The foundations of Frege's Logic (de Gruyter 1988), ale jejíž základní obrysy formuloval již roce 1968 ve stati Smysl a procedura (Filosofický časopis 16, 222–232). Cestu k uvedené monografii vykonal již v emigraci jako profesor University of Otago sídlící ve městě Dunedin na Novém Zélandu.
Melvin Fitting v hesle Intensional Logic ve Stanford Encyclopedia of Philosophy, verze 2011, říká:
"For one thing, intensions depend not only on worlds, but also on times. For another, in addition to intensions and extension Tichý also considers constructions, which will be discussed further here... Unfortunately his work did not become widely known."